# U-369
U-369 – niemiecki okręt podwodny (U-Boot) typu VII C z okresu II wojny światowej. Okręt wszedł do służby w 1943 roku.

## Historia
Wykorzystywany jako jednostka szkolna i treningowa w 22., a od marca 1945 roku w 31. Flotylli U-Bootów, w związku z tym nie odbył ani jednego patrolu bojowego i nie zatopił żadnej jednostki przeciwnika.
Poddany 9 maja 1945 roku w Kristiansand-Süd (Norwegia), przebazowany 29  maja 1945 roku do Scapa Flow. Zatopiony 30 listopada 1945 roku podczas operacji Deadlight.